# 프트프트
프트프트(암하라어·티그리냐어: ፍትፍት) 또는 프르프르(암하라어: ፍርፍር)는 에티오피아와 에리트레아의 요리이다. 끼따나 은저라 등 납작빵을 잘게 찢어서 양파와 정제 버터인 느뜨르 끄베 등을 넣은 소스와 섞은 음식이며, 배합 향신료인 버르버레를 넣은 것을 "프르프르", 버르버레를 넣지 않은 것을 "프트프트"로 구분해 부르기도 한다. 주로 아침으로 먹는다.

## 종류

### 은저라 프트프트
은저라 프트프트(암하라어: እንጀራ ፍትፍት) 또는 따이타 프트프트(티그리냐어: ጣይታ ፍትፍት)는 사워도 납작빵인 은저라/따이타를 양파, 토마토, 고추 등을 넣은 소스와 비벼 만든다. 남은 워뜨/써브히를 소스로 쓰는 경우가 많다. 들어가는 재료에 따라 슈로를 넣은 것은 "슈로 프트프트(ሽሮ ፍትፍት)", 끄완따를 넣은 것은 "끄완따 프트프트(ቋንጣ ፍትፍት)", 잇꽃 씨를 넣은 것은 "수프 프트프트(ሱፍ ፍትፍት), 맑은국을 넣은 것은 "머러끄 프트프트(መረቅ ፍትፍት) 등으로 부른다.

### 끼따 프트프트
끼따 프트프트(암하라어: ቂጣ ፍትፍት) 또는 끼차 프트프트(티그리냐어: ቂቻ ፍትፍት)는 기름 두른 팬에 부쳐 만든 만든 비팽창 납작빵인 끼따/끼차를 느뜨르 끄베와 버르버레로 양념해 만든다. 쩌쩌브사(암하라어: ጨጨብሳ, 오로모어: chechebsa 체체브사)라는 이름으로도 알려져 있다.